# Janet Lumb
Janet Lumb, née le 12 février 1953 à Toronto, est une saxophoniste et compositrice  d'une cinquantaine de documentaires, fictions et animations. Plusieurs de ses œuvres ont été composées chez Multi-Monde, ONF et CBC/Radio-Canada. Elle est surtout connue d'avoir été la co-fondatrice du Festival Accès Asie, un festival artistique interdisciplinaire et interculturel qui présente les œuvres et les projets des artistes du continent asiatique et de sa diaspora, entre autres celles et ceux qui habitent le Québec et le Canada.